# Euceratobunus pulcher
Euceratobunus pulcher is een hooiwagen uit de familie Sclerosomatidae.